# Digestive biscuit

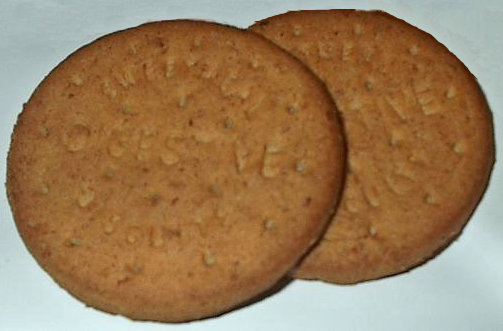
Typowe okrągłe herbatniki typu digestive

Ciastko do trawienia (lub digestive) – półsłodki herbatnik lub ciastko wywodzące się z Wielkiej Brytanii, popularne w tym kraju, jak i w innych krajach Wspólnoty Narodów. Nazwa digestive („trawienny”) wywodzi się z pochodzącego z czasów, gdy wynaleziono recepturę, przekonania, że mają one właściwości zobojętniania kwasów żołądkowych dzięki użyciu jako jednego ze składników – sody oczyszczonej.

## Historia
Receptura digestives została wynaleziona w 1892 w Edynburgu przez Alexandra Granta z firmy McVitie's. Reklamowane były jako leczące układ trawienny, późniejsze badania wykazały, że nie jest to prawdą. Wbrew krążącej plotce, jakoby w USA istniał zakaz sprzedaży „herbatników wspomagających trawienie”, były one powszechnie dostępne w sklepach spożywczych z żywnością importowaną oraz w sprzedaży wysyłkowej. The Original Digestive są pod względem wielkości sprzedaży dziewiątą co do wielkości marką herbatników w Wielkiej Brytanii.

## Składniki
Typowe digestives zawierają brązową, gruboziarnistą mąkę pszenną (która nadaje im charakterystyczną teksturę i smak), roślinne tłuszcze trans, cukier, mąkę pełnoziarnistą, mleko odtłuszczone, cukier inwertowany, środek spulchniający oraz sól. Przeciętny herbatnik ma około 70 kilokalorii – w zależności od proporcji użytych składników może być ich więcej lub mniej.

## Digestives czekoladowe
Herbatniki te powstają także w wersji pokrytej jednostronnie pełnomleczną, gorzką lub białą czekoladą. Inne warianty, oryginalnie wytwarzane przez McVitie's w 1925, obejmowały herbatniki pokryte całkowicie czekoladowymi wiórkami, nadziewane karmelem, miętową lub gorzką czekoladą. Amerykański podróżnik i pisarz, Bill Bryson określił czekoladowe digestives jako brytyjski majstersztyk.

## Konsumpcja
Herbatniki zazwyczaj spożywa się z herbatą lub kawą. Często maczany jest w herbacie i szybko jedzony ze względu na tendencje do rozpadania się.
W samej Wielkiej Brytanii, roczna sprzedaż czekoladowych digestives sięga sumy 35 mln funtów. Oznacza to, że każdego roku sprzedaje się 71 mln opakowań. Digestives są również popularne w sztuce kulinarnej – na ich bazie powstają serniki i inne desery.